# Eriocaulon schischkinii
Eriocaulon schischkinii är en gräsväxtart som beskrevs av Nikolai Nikolaievich Tzvelev. Eriocaulon schischkinii ingår i släktet Eriocaulon och familjen Eriocaulaceae. Inga underarter finns listade i Catalogue of Life.